# Gael García Bernal
Gael García Bernal (født 30. november 1978 i Guadalajara, Jalisco, Mexico) er en mexicansk skuespiller. Han har opnået international berømmelse med filmen Motorcykel dagbog.

## Filmografi
- 2000 – Amores Perros
- 2001 – Y tu mamá también
- 2001 – Sin Noticias de Dios
- 2002 – El Crimen del padre Amaro
- 2004 – Motorcykel dagbog
- 2004 – La mala educación
- 2005 – The King
- 2006 – Science of Sleep
- 2006 – Babel